# Semaeopus mizteca
Semaeopus mizteca là một loài bướm đêm trong họ Geometridae.